# عفت بنت محمد بن سعود الثنيان آل سعود
الملكة عفت؛ (بالتركية: Iffat Al-Thunayan) هي ابنة الأمير محمد بن عبد الله بن عبد الله بن ثنيان بن إبراهيم بن ثنيان بن سعود (1915 - 15 فبراير 2000) زوجة الملك فيصل بن عبد العزيز آل سعود تزوجت منه عندما كان نائباً للملك على الحجاز ووزيراً للخارجية عام 1932م.
وهي الزوجة الأولى التي سميت بالملكة حيث إن زوجات الملوك اللاتي لُقبن بالملكات هي والملكة صيتة الدامر زوجة الملك خالد بن عبد العزيز، وهي أخت غير شقيقة لكمال أدهم المدير السابق للمخابرات العامة السعودية.

## حياتها
يعود نسبها إلى آل سعود وجدها الأكبر هو عبد الله بن ثنيان بن إبراهيم آل سعود الذي كان حاكما لنجد فترة وجود الإمام تركي بن عبد الله آل سعود في مصر , وهي من فرع الأمير ثنيان بن سعود بن محمد بن مقرن أخو الإمام محمد بن سعود سافرت عائلتها إلى تركيا عندما وقعت الدولة السعودية الأولى وعاصمتها الدرعية مؤقتا في يد إبراهيم باشا بن محمد علي باشا الوالي العثماني على مصر، ثم أرسلهم محمد علي باشا إلى إسطنبول واستضافهم السلطان العثماني حيث ولدت ونشأت الملكة عفت في إسطنبول وواصلت هناك تعليمها الأولي والثانوي في المدارس التركية.
غادر جدها (عبد الله بن ثنيان) الجزيرة العربية، وانتهى به المطاف في إسطنبول، حيث تزوّج من سيدة شركسية هي (تازروح هانم) فأنجبت له (محمداً، وأحمد، وسليمان، وجوهران). ثم تزوج محمد من السيدة (آسيا هانم) التي أنجبت له (عفت) في عام 1916م، و(زكي). وقد واصلت الملكة عفت تعليمها الأولي والثانوي حتى حصلت على دبلوم معلمات.
قدمت إلى السعودية للتعرف على أسرتها وأداء فريضة الحج مع عمتها وذلك في عام 1931م عندها تزوجها الملك فيصل.
وتعتبر رائدة التعليم النسائي في المملكة العربية السعودية حيث أسست دار الحنان أول مدرسة سعودية لتعليم البنات 1375هـ - 1955م 
وأدخلت الأنشطة التربوية إلى جانب البرامج التعليمية فكانت دار الحنان أول مدارس البنات السعودية في تقديم الأنشطة الثقافية والإعلامية والتربية البدنية والرياضية للبنات 
أسس أبناؤها كلية في جدة تسمى باسمها و هي جامعة عفت تهتم بتعليم البنات وتثقيفهن.
كانت تحرص على إقامة الحوارات الاجتماعية والثقافية من خلال لقاءات مع سيدات المجتمع على كافة فئاتهم اللذين كانوا يترردون على مجلسها.
كذلك دورها في تأسيس مستشفى الملك فيصل التخصصي و مركز الأبحاث في الرياض, اللذان أصبحا صرحاً للصحة والبحث العلمي ينشدهما علماء وباحثون من كافة أنحاء العالم .

## أبناؤها
- سارة الفيصل بن عبد العزيز آل سعود (متزوجة من الأمير محمد بن سعود بن عبد العزيز آل سعود)
- محمد الفيصل بن عبد العزيز آل سعود (متزوج من الأميرة منى بنت عبد الرحمن عزام باشا)
- لطيفة الفيصل بن عبد العزيز آل سعود (متزوجة من الأمير عبد العزيز بن أحمد بن عبد الله الثنيان آل سعود)
- سعود الفيصل بن عبد العزيز آل سعود (متزوج من الأميرة الجوهرة بنت فيصل بن عبد الله آل سعود)
- عبد الرحمن الفيصل بن عبد العزيز آل سعود (متزوج من الأميرة موضي بنت خالد بن عبد العزيز آل سعود)
- بندر الفيصل بن عبد العزيز آل سعود (متزوج من الأميرة بسمة بنت ماجد بن عبد العزيز آل سعود)
- تركي الفيصل بن عبد العزيز آل سعود (متزوج من الأميرة نوف بنت فهد بن خالد بن محمد بن آل سعود)
- هيفاء الفيصل بن عبد العزيز آل سعود (متزوجة من الأمير بندر بن سلطان بن عبد العزيز آل سعود)
- لولوة الفيصل بن عبد العزيز آل سعود (مطلقة من الأمير سعود بن عبد المحسن بن عبد العزيز آل سعود)

## وفاتها
توفيت يوم الخميس 11 ذو القعدة 1420 هـ الموافق 15 فبراير 2000 بعد عملية جراحية عن عمر ناهز 84 عامًا.